# サギ科
サギ科（サギか、Ardeidae）は、鳥綱のうちペリカン目に含まれる科。
サギ科は、これまで伝統的にコウノトリ目 Ciconiiformes に分類され、Sibley らによる分類体系 (1990) においては、29科を抱合するコウノトリ目に置かれたが、その後のより近代的な遺伝子解析によって、現在ではペリカン目に置くことが多く支持されている。日本においても、日本鳥類目録改訂第6版 (2000) まではコウノトリ目としていたが、改訂第7版 (2012) よりペリカン目に分類された。

## 分布
アフリカ大陸、オーストラリア大陸、北アメリカ大陸、南アメリカ大陸、ユーラシア大陸、日本、フィリピン、ニュージーランド、マダガスカル。
世界におよそ72種が分布する。日本では19種が数えられ、そのうち16種が繁殖する。

## 形態
最小種はコヨシゴイで全長29センチメートル。白鷺から白い羽毛のイメージが先行するが、種により羽毛の色は異なり、コサギ属（旧・シラサギ属）内のクロサギでも白色型（全身の羽毛が白い）と黒色型（全身の羽毛が黒い）の個体がいる。
尾に水を弾く脂を分泌する器官（羽脂腺）を持たない。そのため粉末状の羽毛を全身に塗り、防水処理を施す。この粉末状の羽毛は、胸部などに生える粉綿羽という崩れやすい特殊な羽毛から得る。第3指は扁平で、粉末状の羽毛を指につけ全身に塗るのに適している。

## 分類

### サギ亜科　Ardeinae
- アカハラサギ属　Agamia

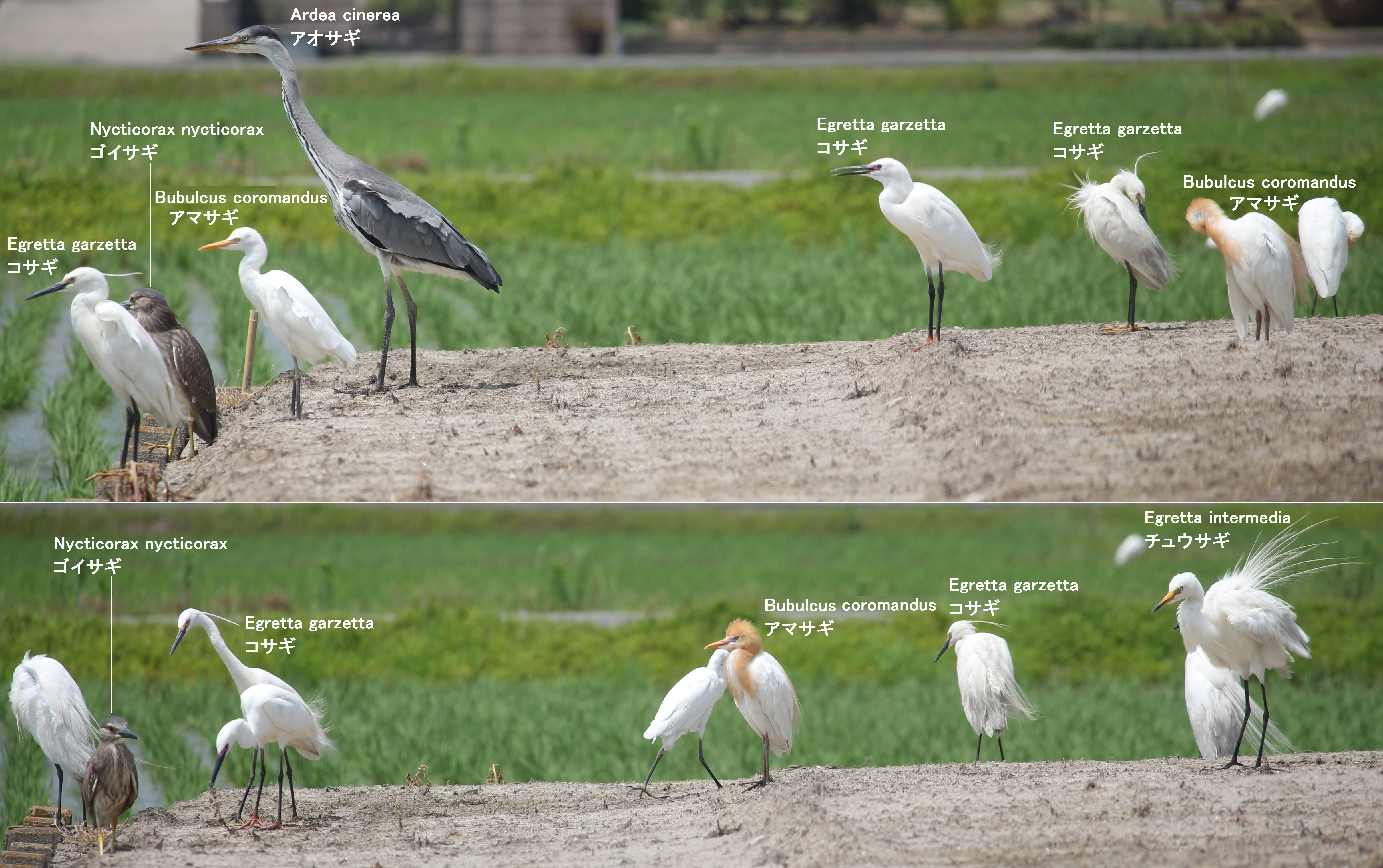
サギの混群

  - Agamia agami　アカハラサギ　Agami heron
- アオサギ属　Ardea
  - Ardea alba　ダイサギ　Great egret
  - Ardea cinerea　アオサギ　Grey heron
  - Ardea cocoi　ナンベイアオサギ　Cocoi heron
  - Ardea goliath　オニアオサギ　Goliath heron
  - Ardea herodias　オオアオサギ　Great blue heron
  - Ardea humbloti　マダガスカルサギ　Humblot’s heron
  - Ardea insignis　シロハラサギ　White-bellied heron
  - Ardea intermedia　チュウサギ　Intermediate egret
  - Ardea purpurea　ムラサキサギ　Purple heron - など
- アカガシラサギ属　Ardeola
  - Ardeola bacchus　アカガシラサギ　Chinese pond heron
  - Ardeola grayii　インドアカガシラサギ　Indian pond heron
  - Ardeola idae　マダガスカルカンムリサギ[6]（カワリシロサギ、マダガスカルカンムリアマサギ[7]）　Malagasy pond heron
  - Ardeola ralloides　カンムリサギ　Squacco heron - など
- アマサギ属　Bubulcus
  - Bubulcus ibis　アマサギ　Cattle egret
- ササゴイ属　Butorides
  - Butorides striatus　ササゴイ　Striated heron
- ヒロハシゴイ属　Cochlearius
  - Cochlearius cochlearius　ヒロハシゴイ　Boat-billed heron
- コサギ属　Egretta
  - Egretta ardesiaca　クロコサギ　Black heron
  - Egretta caerulea　ヒメアカクロサギ　Little blue heron
  - Egretta eulophotes　カラシラサギ　Chinese egret
  - Egretta novaehollandiae　カオジロサギ　White-faced heron
  - Egretta picata　ムナジロサギ　Pied heron
  - Egretta garzetta　コサギ　Little egret
  - Egretta rufescens　アカゲサギ　Reddish egret
  - Egretta sacra　クロサギ　Pacific reef heron
  - Egretta tricolor　サンショクサギ　Tricolored heron
  - Egretta thula　ユキコサギ　Snowy egret
  - Egretta vinaceigula　ノドアカクロサギ　Slaty egret - など
- ミゾゴイ属　Gorsachius
  - Gorsachius goisagi　ミゾゴイ　Japanese night heron
  - Gorsachius leuconotus　セジロゴイ White-backed night heron
  - Gorsachius magnificus　ハイナンミゾゴイ　White-eared night heron
  - Gorsachius melanolophus　ズグロミゾゴイ　Malayan night heron
- ゴイサギ属　Nycticorax
  - Nycticorax caledonicus　ハシブトゴイ　Rufous night heron
  - Nycticorax nycticorax　ゴイサギ　Black-crowned night heron
- ミノゴイ属　Nyctanassa
  - Nyctanassa violacea　ミノゴイ　Yellow-crowned night heron
- アオツラサギ属 Pilherodius
  - Pilherodius pileatus アオツラサギ Capped ｈeron
- フエフキサギ属 Syrigma
  - Syrigma sibilatrix フエフキサギ　Whistling heron
- アフリカトラフサギ属　Tigriornis
  - Tigriornis leucolophus　アフリカトラフサギ　White-crested bittern
- トラフサギ属　Tigrisoma
  - Tigrisoma lineatum　アカエリトラフサギ　Rufescent tiger heron
  - Tigrisoma fasciatum シマトラフサギ　Fasciated tiger heron
  - Tigrisoma mexicanum ハゲノドトラフサギ　Bare-throated tiger heron
- パプアトラフサギ属　Zonerodius
  - Zonerodius heliosylus　パプアトラフサギ　Forest bittern

### サンカノゴイ亜科　Botaurinae
- サンカノゴイ属　Botaurus
  - Botaurus lentiginosus　アメリカサンカノゴイ　American bittern
  - Botaurus pinnatus　ハシナガサンカノゴイ　Pinnated bittern
  - Botaurus poiciloptilus　オーストラリアサンカノゴイ　Australasian bittern
  - Botaurus stellaris　サンカノゴイ　Eurasian bittern
- ヨシゴイ属　Ixobrychus
  - Ixobrychus cinnamomeus　リュウキュウヨシゴイ　Cinnamon bittern
  - Ixobrychus eurhythmus　オオヨシゴイ　Von Schrenck's bittern
  - Ixobrychus exilis　コヨシゴイ　Least bittern
  - Ixobrychus flavicollis　タカサゴクロサギ　Black bittern
  - Ixobrychus involucris　シマヨシゴイ　Stripe-backed bittern
  - Ixobrychus minutus　ヒメヨシゴイ　Little bittern
  - Ixobrychus sinensis　ヨシゴイ　Yellow bittern
  - Ixobrychus sturmi　クロヨシゴイ　Dwarf bittern
- コビトサギ属　Zebrilus
  - Zebrilus undulatus　コビトサギ　Zigzag heron

## 生態
河川、湖、池沼、湿地、森林、海辺などに生息する。飛翔時には長い頸をＺ字型に縮めて飛ぶ（この飛翔姿勢で、コウノトリ目やツル目の類似種と区別できる。ペリカン目の中ではペリカン科とハシビロコウ科が同じように頸を縮めて飛ぶが、シュモクドリ科とトキ科は頸を伸ばして飛ぶ）。
食性は動物食で、魚類、両生類、爬虫類、鳥類やその卵、小型哺乳類、昆虫、甲殻類などを食べる。
繁殖形態は卵生。多くの種では樹上に木の枝を組み合わせた巣を作る。繁殖地にはペアを形成するが、サンカノゴイは1羽のオスに対し複数羽のメスというハーレムを形成する。一部の種では集団営巣し、大規模な繁殖地（コロニー）を形成することもある。

## 人間との関係
羽毛は装飾品として利用される。養殖された魚類を食害する害鳥とされたり、害虫を駆除する益鳥とされることもある。開発による生息地の破壊、水質汚染、羽毛用の乱獲、害鳥としての駆除などにより生息数が減少している種もいる。
和名に多用される「ゴイ」は「五位」であり、『平家物語』にある、醍醐天皇が神泉苑に行幸したときに飛来した鷺が「宣旨ぞ」との仰せを伝えられるとかしこまったために天皇が喜び「正五位」の位を授けた故事に由来する（「ゴイサギ #五位鷺という名前について」を参照）。

## 画像

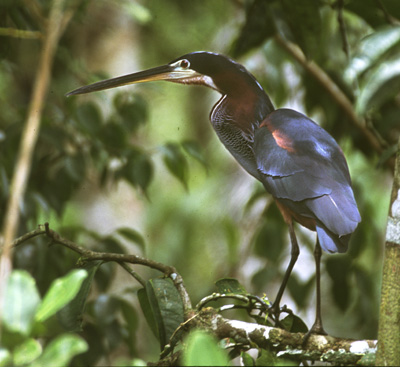
アカハラサギ A. agami
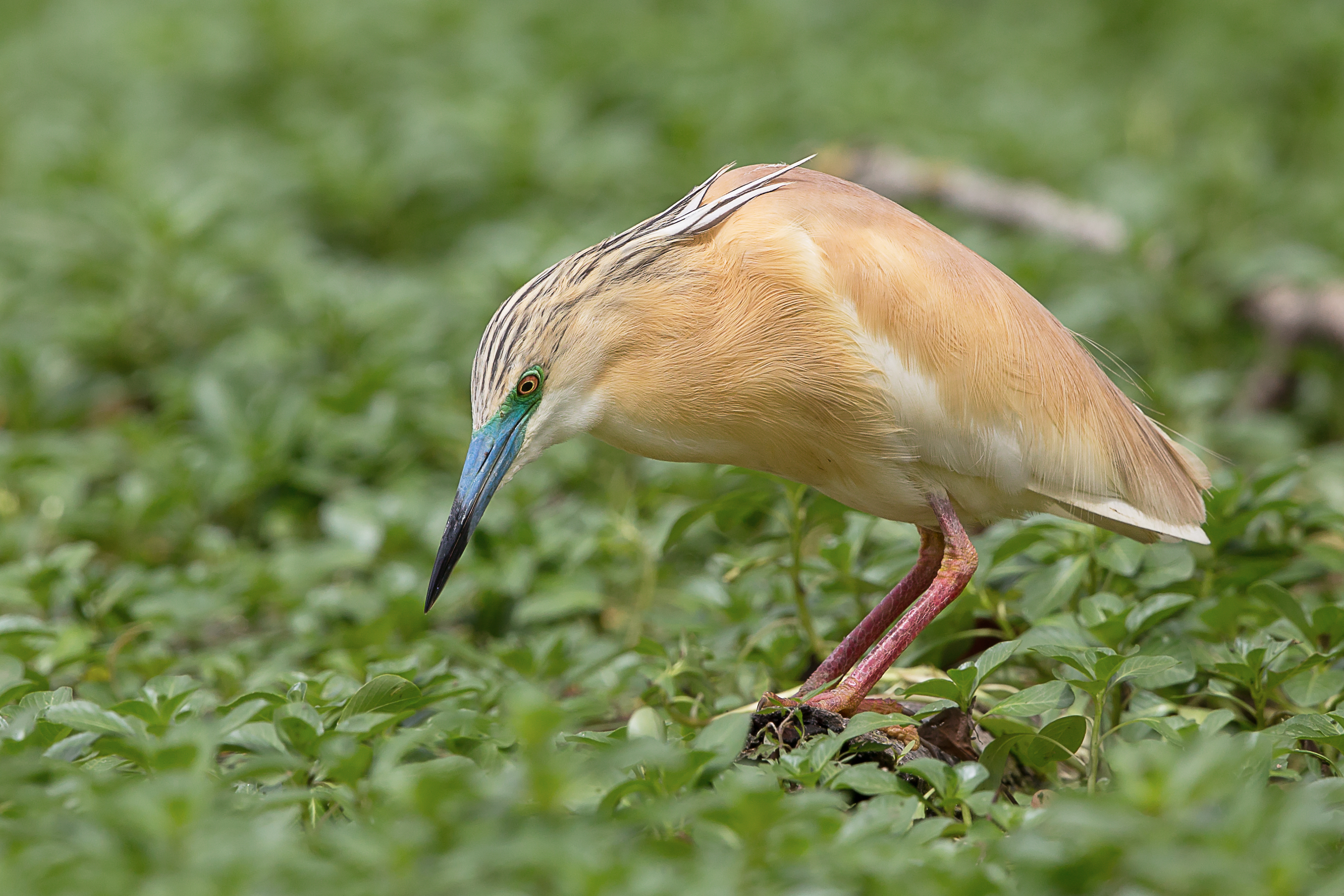
カンムリサギ A. ralloides
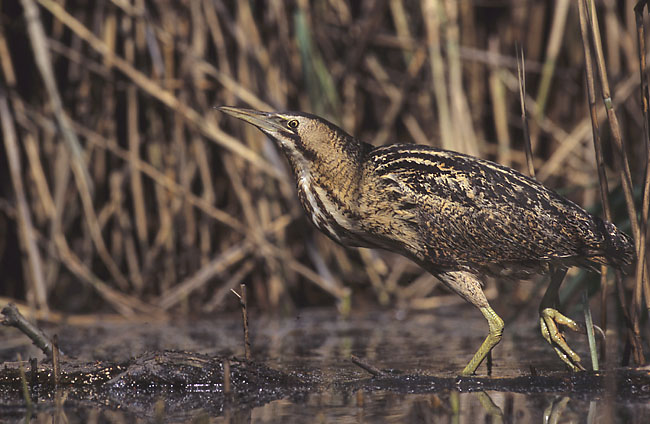
サンカノゴイ B. stellaris
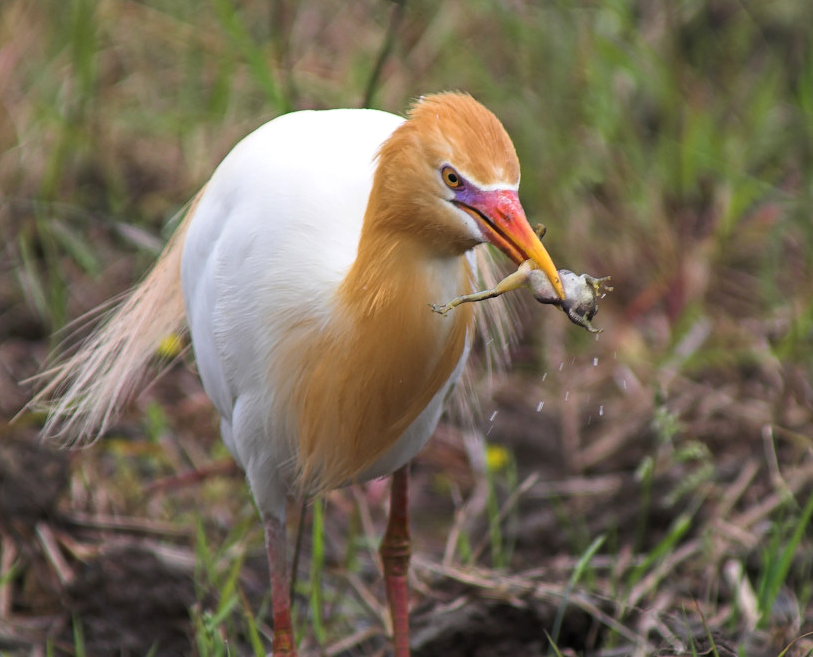
アマサギ B. ibis
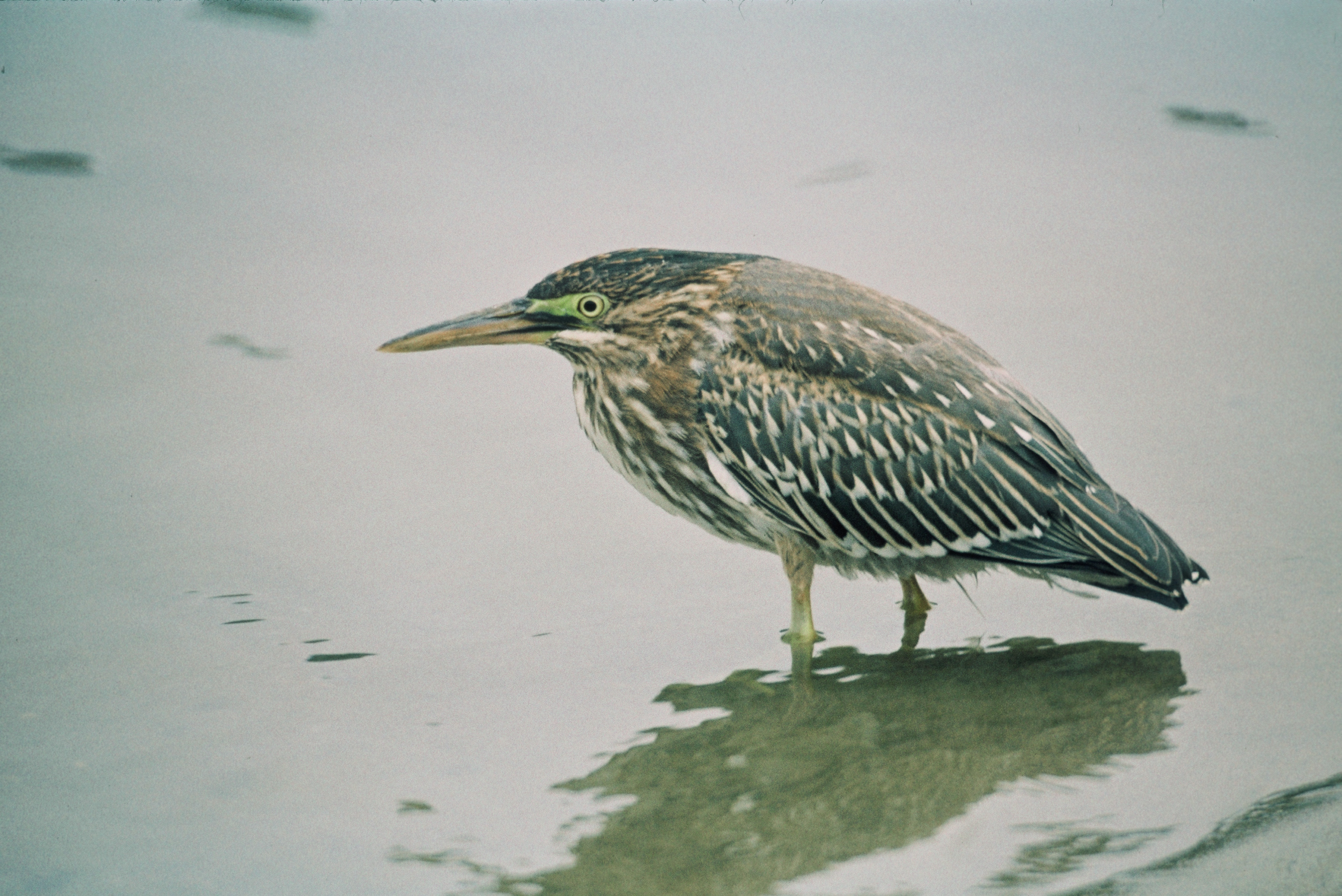
ササゴイ B. striatus
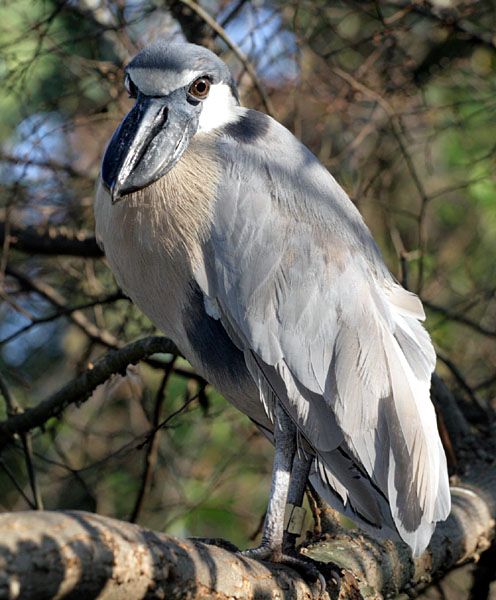
ヒロハシゴイ C. cochlearius
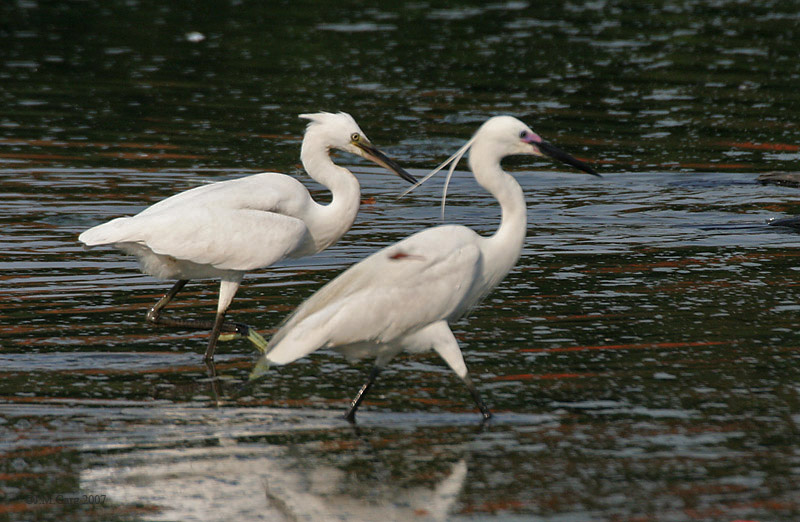
コサギ E. garzetta
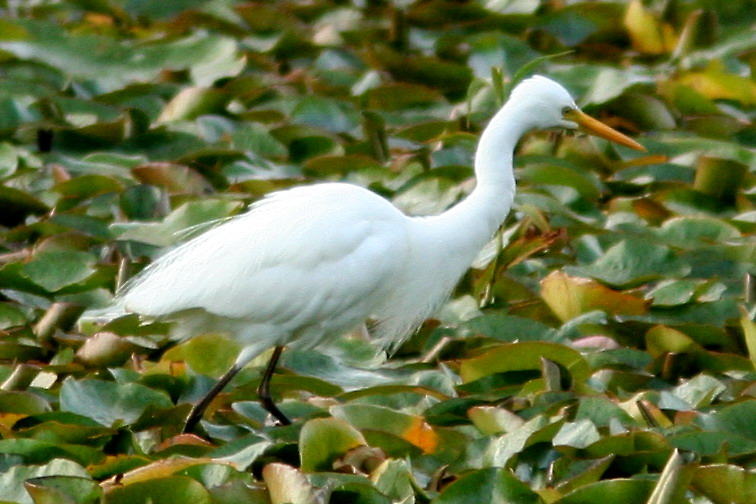
チュウサギ E. intermedia
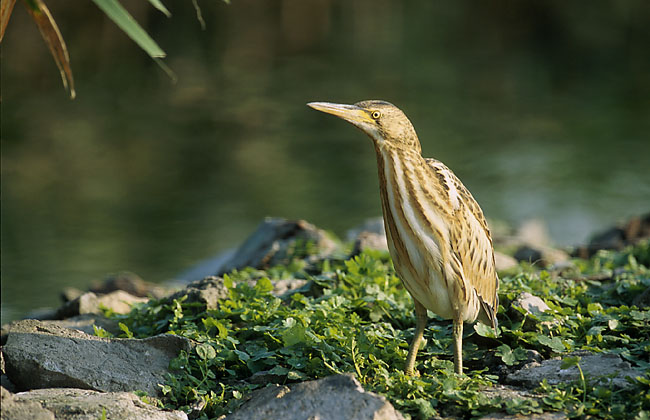
ヒメヨシゴイ I. minutus
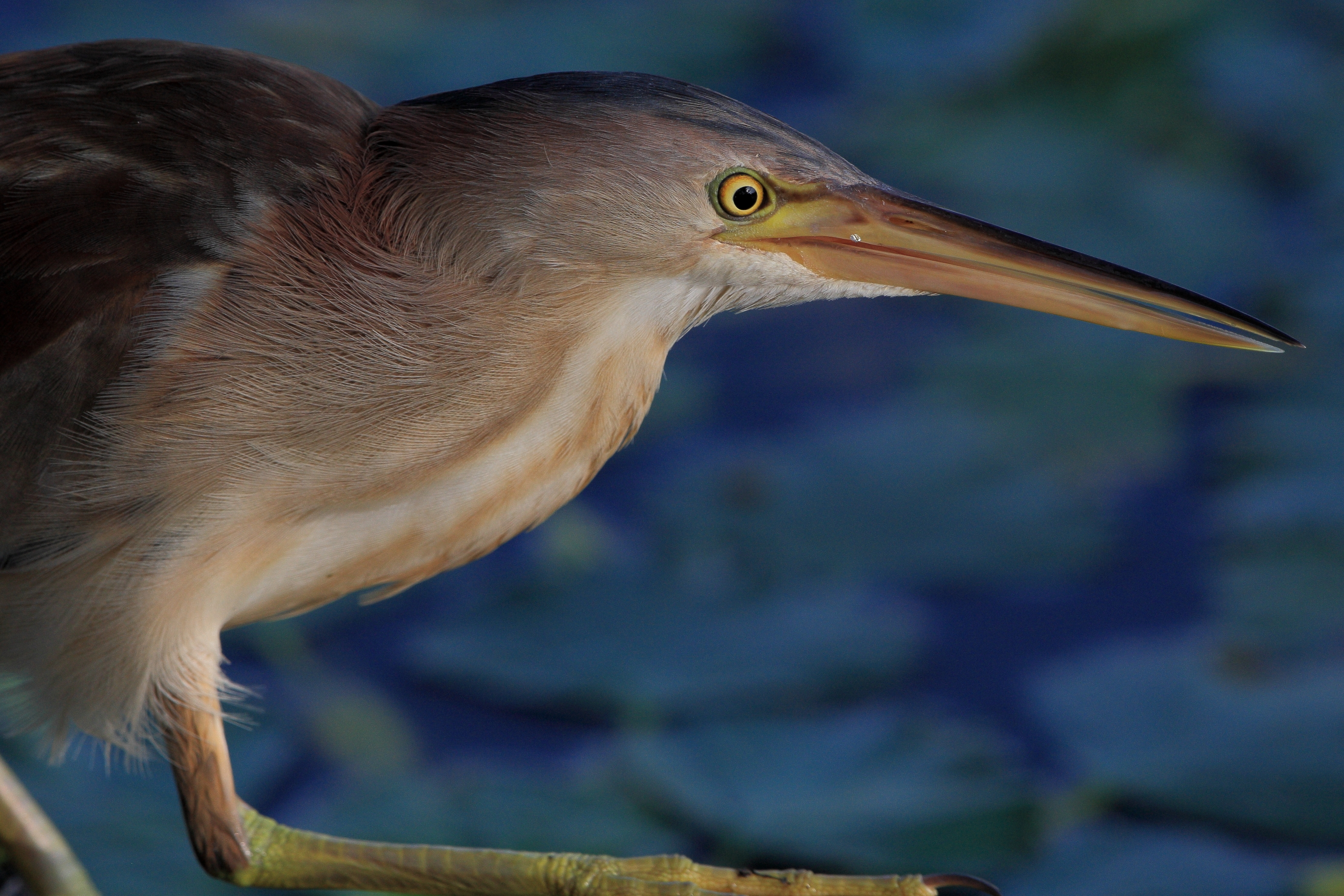
ヨシゴイ I. sinensis
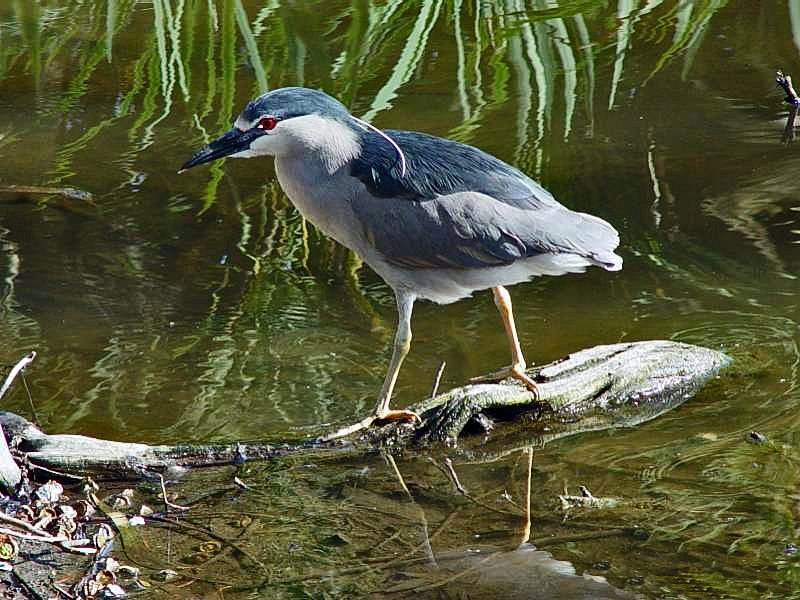
ゴイサギ N. nycticorax